# Agricultura a l'antiga Grècia

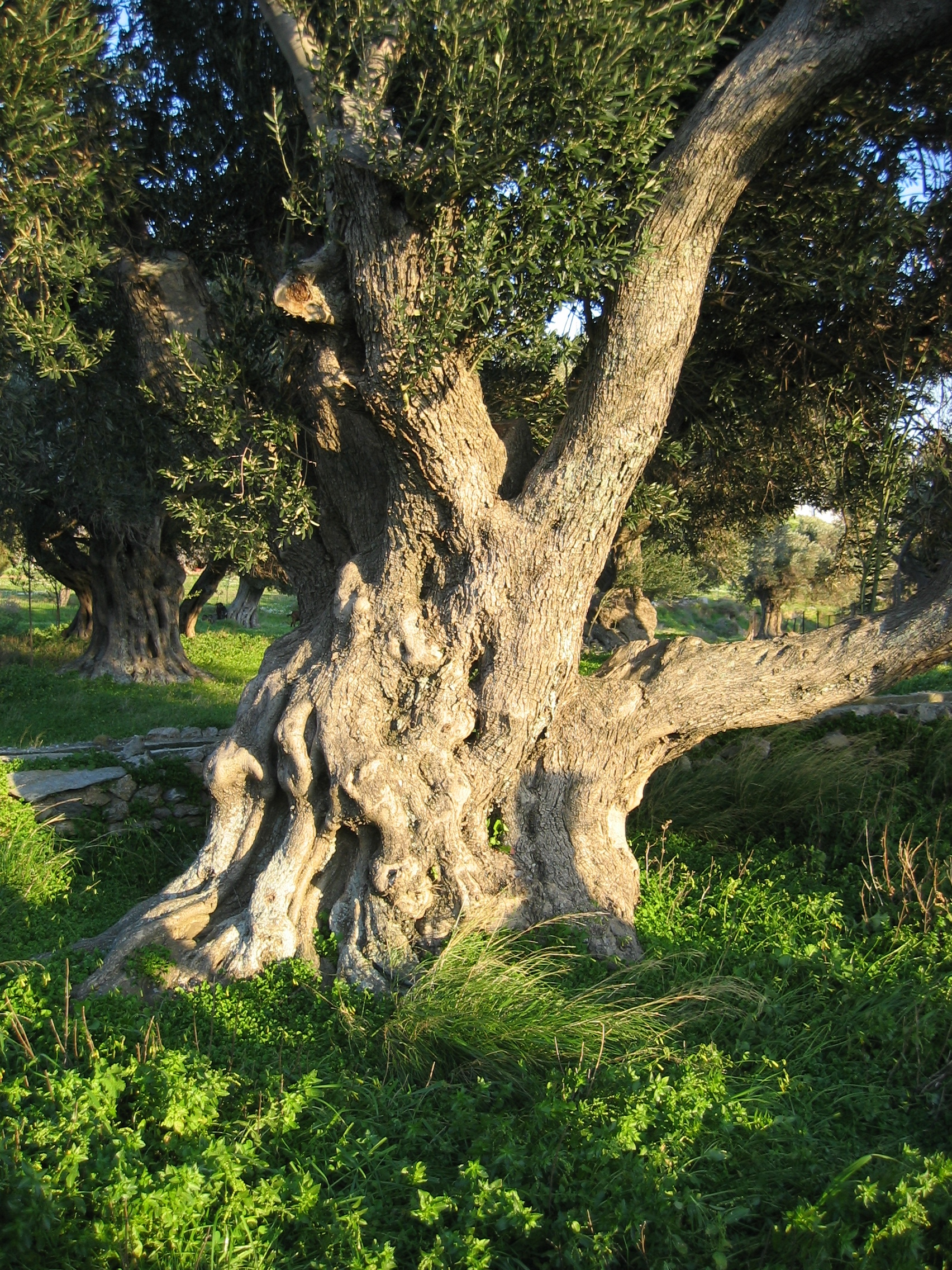
Una olivera a Eubea, arbre que és la base de l'agricultura grega

L'agricultura a l'antiga Grècia era la base de l'economia de la zona. Prop del 80 per cent de la població es dedicava a aquesta activitat. Sent una excel·lent tasca per al ciutadà comú, va donar llum a un estil de vida i a uns costums que van persistir durant tota l'antiguitat.
Els Geoponici (forma llatinitzada del grec Γεωπονικοι) és un terme que inclou els autors grecs i romans que van tractar aquesta qüestió en les seves obres de la ramaderia i l'agricultura. Molts llibres i compilacions destinats a la millora de les tècniques agrícoles i ramaderes són considerats pels grecs com tractats d'economia.

## Entorn natural
Exceptuant les ciutats de la costa d'Anatòlia, Grècia presentava unes condicions naturals relativament homogènies. Les muntanyes ocupaven el 80 per cent de l'espai disponible, i formaven part del seu territori un 90 per cent de les illes del mar Egeu. Això va reduir de forma significativa l'espai disponible per a l'agricultura i la cria d'animals. L'únic sòl que quedava disponible era de pobre qualitat, sec i dur. Només uns pocs terrenys com els de Messènia es van considerar fèrtils.
El clima mediterrani es caracteritza per presentar dues estacions: una seca i calorosa, des de l'abril fins al setembre, en què les conques dels rius tendeixen a assecar-se, i una segona que és humida i està marcada per violentes tempestes de pluja que porten els vents de l'oest, amb temperatures mitjanes que impedeixen la formació de gebre. Hi ha varietats dins d'aquest clima general. Per exemple, a les muntanyes els hiverns són més rigorosos i la neu abundant. A l'Àtica, les Cíclades, el sud del Peloponès i Creta, el clima és més àrid que a la resta de Grècia.

## Productes

### Conreus

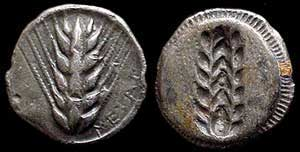
Moneda representant una espiga d'ordi, símbol de riquesa de la ciutat de Metapont, a la Magna Grècia.

En els primers temps de la història grega, com queda recollir a L'Odissea, l'agricultura grega, i la seva dieta, estava basada en el cultiu dels cereals: ordi (κριθαί/kritaí), blat (πύρος/pyros) i, menys sovint, mill. El terme general (σῖτος/sitos), traduït normalment per "blat", de fet pot designar qualsevol tipus de gra de cereal. En realitat, el 90% de la producció de cereal era ordi. Fins i tot, sabent els antics grecs que el blat tenia un gran valor nutricional, per a ells conrear ordi era més fàcil i alhora més productiu. S'ha intentat diverses vegades calcular la producció de gra a l'Àtica, però els resultats no han estat concloents.
En poc temps, la demanda de gra va sobrepassar les capacitats de la seva producció. L'"estretor" de la terra (στενοχωρία/stenokhôría) també explica per què els grecs van formar colònies a l'estranger, i la importància que els assentaments a Anatòlia tindrien per a l'imperi atenenc en controlar les provisions de gra.
D'altra banda, la terra grega era ideal per a les oliveres, que proporcionaven oli d'oliva. La plantació d'oliveres data de l'antiga Grècia. Plantar oliveres era invertir a llarg termini, ja que triguen més de vint anys a donar fruit, i donen fruit dos anys de cada tres. Les vinyes també sobreviuen en terra seca, però demanen molta cura. Se sap que es planten vinyes des de l'edat del bronze.
Aquestes plantacions base van augmentar amb el cultiu de verdura i llegums (cols, cebes, alls, llenties, cigrons, mongetes) i fruits (figa, ametlla, mangrana). També es conreaven plantes aromàtiques i espècies (sàlvia, menta, farigola, sajolida, orenga, etc.), així com plantes de llavors com lli, sèsam i rosella.

## Ramaderia

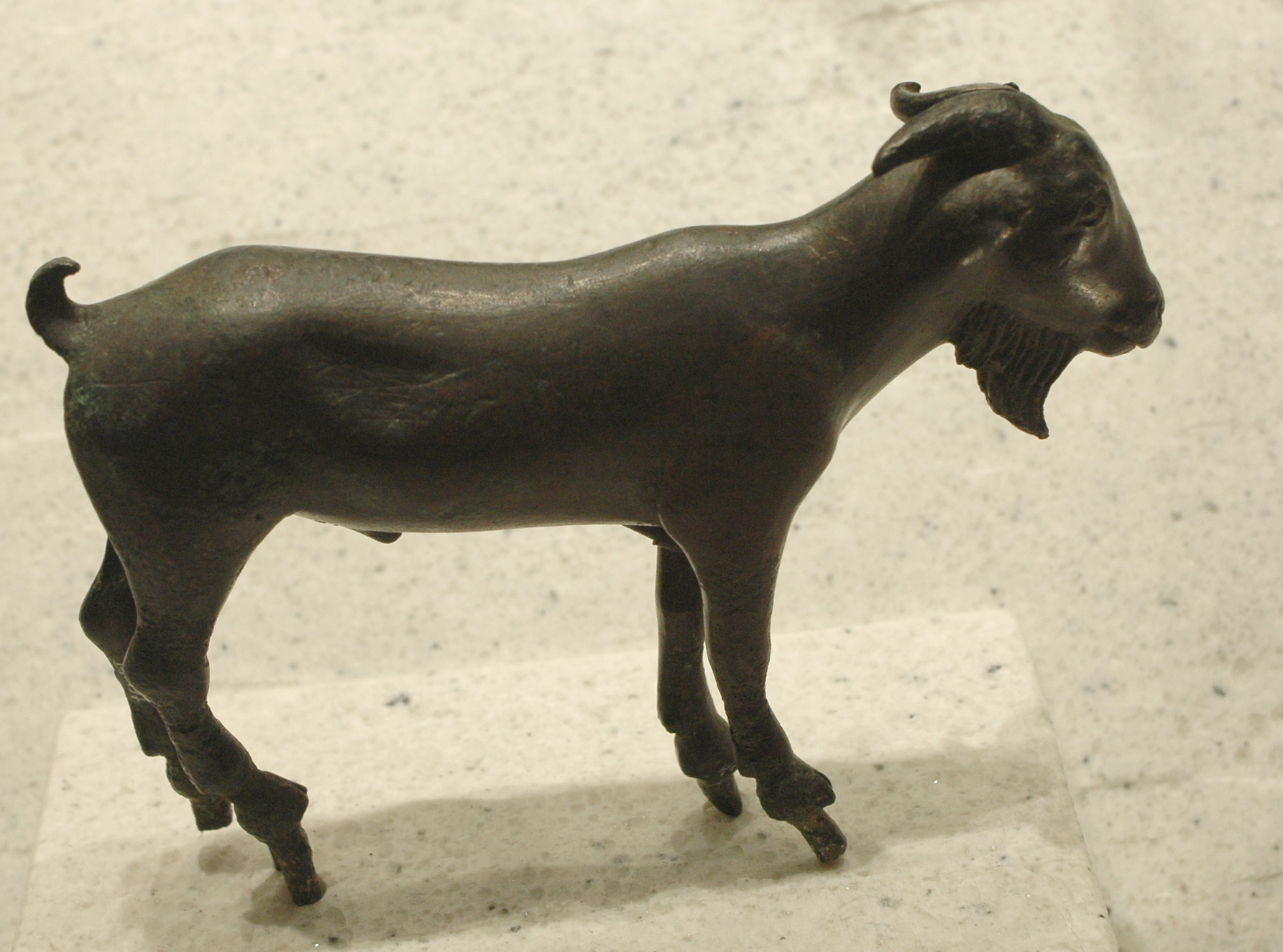
Cabra de bronze trobada al demo de Cefísia (Museu del Louvre)

La cria d'animals, vista sobretot com un signe de poder i riquesa en les obres d'Homer, no estava de fet molt desenvolupada a causa de les limitacions del terreny. Mentre que la civilització micènica estava familiaritzada amb la pastura de ramats, això es va reduir ràpidament com a resultat de l'expansió geogràfica a un terreny menys apropiat. Les cabres i ovelles aviat van arribar a ser la inversió més comuna, en ser menys difícils de criar i que proporcionaven carn, llana i llet, que normalment servia per fer formatges. També es criaven pollastres i oques. Els bous gairebé mai es feien servir com a animal de càrrega, però ocasionalment servien en els sacrificis d'animals o hecatombes. Els rucs, mules i altres sí que es criaven per a usar-los com a animals de càrrega.
També es criaven cavalls a les planes de Tessàlia i Argòlida. Era un animal de luxe, i la seva possessió significava un símbols d'aristocràcia, ja que eren molt costós per l'escàs nombre que es criaven. La major part de Grècia estava i està formada per turons i serres escarpades, que són poc adequades per a la cria de cavalls i altres equins. Segons Plini el Vell, l'alfals va ser introduïda a Grècia al voltant del 490 aC, durant la Primera Guerra Mèdica, possiblement en forma de llavors arribades amb el farratge de la cavalleria persa. Va passar a ser un cultiu habitual destinat a l'alimentació dels cavalls. Els núvols, una comèdia d'Aristòfanes de l'any 423 aC, il·lustra àmpliament com els atenencs presumien de tenir cavalls fins al punt de la presumpció: Fidípides, el fill del protagonista, és addicte a les curses de cavalls i per això arruïna el seu pare Estrepsíades.
La majoria dels pagesos criaven alguns animals, com aus de corral o altres animals de mida petita que pasturaven en erms o es menjaven les sobres del menjar. De vegades es combinaven les activitats pròpies de la granja amb les de la ramaderia, i molts es van especialitzar en aquesta última. Una inscripció esmenta a un tal Eubolar d'Elàtia, a Focea, que posseïa 220 cavalls i caps de bestiar i almenys 1.000 ovelles i cabres. Els ramats d'ovelles es traslladaven entre les valls a l'hivern i a les muntanyes a l'estiu. A les ciutats existien impostos especials per al pas dels ramats.

### Altres productes
Es feia servir molt sovint la fusta, principalment per a ús domèstic; les cases i els carros estaven fets d'aquest material, així com l'arada. En els grans boscos grecs situats a les muntanyes pasturaven cabres, i a més era on es produïa carbó de llenya. Aviat van faltar arbres i van haver d'importar fusta per a la fabricació de vaixells.
Finalment, l'apicultura permetia produir mel, l'únic substitut del sucre que coneixien els grecs. També es feia servir per a elaborar medicines i en la producció d'aiguamel.

## Tasques agrícoles

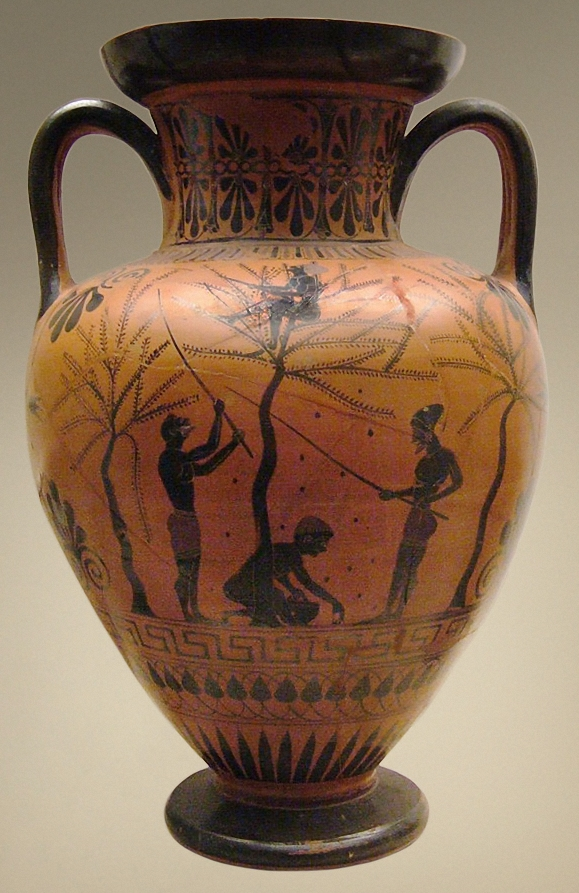
Representació de la collita de l'oliva (Museu Britànic)

Dues obres ens proporcionen informació valuosa sobre el cultiu de la terra: Els treballs i els dies d'Hesíode (segle VIII aC) i Economia de Xenofont (segle IV aC).
La collita de l'oliva tenia lloc entre finals de la tardor i principis d'hivern, ja fos a mà o amb un bastó, com s'observa en representacions en ceràmiques de l'època. Llavors es posaven en cistelles i es deixaven fermentar durant unes quantes setmanes abans de ser premsades. La premsa de cargol, tot i que Plini el Vell l'anomenava premsa grega, va ser un invent romà una mica més tardà, del segle II aEC. L'oli es conservava en gerres de terracota per usar-lo al llarg de l'any. Aquesta també era l'època de la poda d'arbres i vinyes, i de la collita de llegums.
La primavera era l'estació plujosa, i els pagesos aprofitaven la pluja per preparar les terres de guaret. En efecte, van practicar una rotació biennal de collites, alternant d'any en any entre guaret i conreus. Els intents d'introduir una rotació triennal de collites, usant llegums en el tercer any, no van sortir bé donada la pobresa del sòl grec, la manca de mà d'obra i l'absència de maquinària. Els grecs no feien servir fems, possiblement a causa del poc bestiar boví que posseïen. De fet, l'únic adob eren les males herbes retornades a la terra durant el període de preparació del guaret.
A l'estiu, la irrigació era imprescindible. Al juny, collien amb falçs, ja que no utilitzaven dalles. El blat era fressat pels animals: el trepitjaven bous, ases i mules. El gra resultant s'emmagatzemava, i aquest l'utilitzaven les dones i els esclaus per moldre'l i fer pa.
La tardor era l'estació més important. A principis d'aquesta estació es tallava la fusta per preparar els subministraments de llenya per a calefacció, ja que si l'hivern era suau a la costa, a les zones muntanyoses era més dur. També es preparava la terra per sembrar la nova collita, desfent la crosta resseca que a les terres de guaret s'havia format durant l'estiu. Això es feia en tres passos: 
- es llaurava la terra amb l'arada de fusta, ja que l'arada amb reixa de ferro no era habitual;
- una aixada de dues dents (dikella) i un mall completaven l'equip necessari per trencar els terrossos i preparar la terra;
- se sembrava a continuació amb la tècnica de l'eixam (repartint les llavors en els solcs amb la mà), al guaret l'any anterior.

Era també l'època de la verema. Els raïms eren trepitjats amb els peus en grans tines i el most es deixava fermentar en gerres.

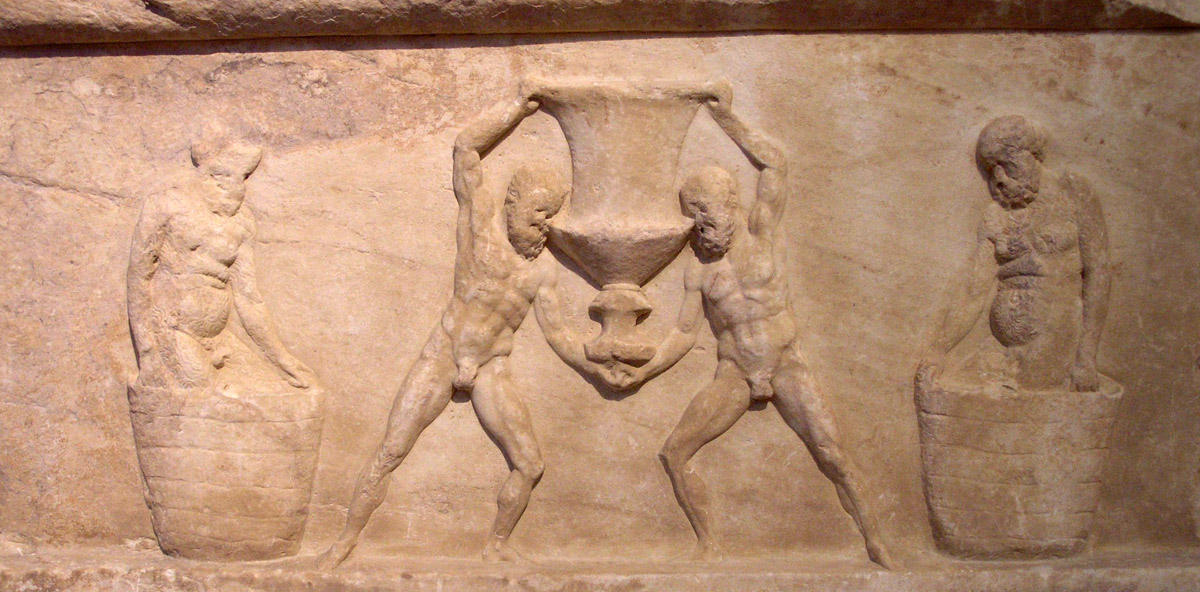
Escena de la fabricació de vi per sàtirs, un baix relleu dionisíac en un altar de datació incerta (Museu Arqueològic Nacional d'Atenes)

Entre Hesíode i Xenofont, van passar gairebé quatre segles, sense que es tingui la percepció que hi hagués alguna millora en els mètodes de treball agrícola durant aquest temps. Les eines segueixen sent mediocres i cap invent facilitava el treball humà o animal. Caldria esperar que els romans inventessin el molí d'aigua, que substituiria la força muscular per l'energia hidràulica. Ni el reg, ni la fertilització de les terres o la ramaderia van veure progressos significatius. En general, els rendiments eren pobres. Només a les terres molt riques, com les de la Messènia, toleraven dues collites successives.

## Propietats agrícoles
Les propietats agràries de l'època són molt poc conegudes, amb l'excepció d'Atenes o d'algunes ciutats on les fotografies aèries han revelat rastres de delimitacions en els terrenys. Des del període arcaic la terra pertanyia als grans terratinents, com els eupàtrides d'Àtica. Fins i tot les propietats poden variar d'una regió a una altra: a Àtica, les terres estaven molt parcel·lades, mentre que a la Tessàlia eren més grans i estaven poc dividides.
A partir del segle viii aC, van sorgir tensions entre els grans terratinents i els petits agricultors, els quals tenien cada cop més dificultats per sobreviure. Aquestes tensions s'expliquen probablement pel creixement de la població a causa de la disminució de la mortalitat, agreujada per la pràctica del repartiment equitatiu de la terra en el moment de les successions (herència), com s'observa llegint l'obra d'Homer i Hesíode. A Atenes, la crisi es va resoldre amb l'arribada al poder de Soló (-594), que va prohibir l'esclavitud per deutes i va prendre mesures per ajudar els petits agricultors. Al preparar les bases per a la distribució del poder, va fonamentar el cens de classes en la producció agrícola.
Durant el segle v aC, a Atenes, la pràctica de la litúrgia que obligava als més rics a garantir els serveis públics, va portar a una reducció de les principals propietats. S'estima que la major part dels ciutadans hoplites posseïen al voltant de 5 hectàrees de terreny. Però també sabem que l'any 403 aC, l'assemblea atenenca va rebutjar la proposta de Formisios encaminada a limitar els drets polítics als terratinents. D'acord amb Dionís d'Halicarnàs, que comenta aquest cas, això hauria portat a privar 5.000 ciutadans dels seus drets, el que representaria entre el 20 i el 25 per cent del conjunt dels ciutadans. A Esparta, «la reforma de Licurg», molt més radical, va portar a una divisió de la terra en lots iguals (kleroi) de 10 a 18 hectàrees, distribuïts entre tots els ciutadans. En altres llocs, els tirans van dur a terme la redistribució de les terres confiscades als enemics polítics rics.
A partir del segle iv aC, però, hi ha una concentració de propietats, fins i tot a Esparta on, segons Aristòtil, «la terra està en poques mans». És difícil interpretar amb exactitud aquesta declaració perquè tenim molt poques dades sobre les propietats. Les dades, publicacions i inscripcions, es redueixen a cinc cites:
- La propietat d'un cert Fainippos, del qual se sap que les seves terres tenen 180 i 400 hectàrees, (;[7]
- La propietat d'Alcibíades (450 - 404 aC), amb una extensió de 28 hectàrees;[8]
- La propietat d'un home anomenat Aristòfanes,[9] amb una extensió de 28 hectàrees també, confiscada el 390 aC per l'estat atenenc;[10]
- Una terra donada al final del segle v per l'estat atenenc a Lisímac, fill d'Aristides, amb una extensió de 18 hectàrees;
- Una propietat de 5,5 hectàrees, citada com a exemple per l'orador Iseo per la seva petita grandària (V, 22).

Els grans dominis aristocràtics grecs són petits comparats amb els grans latifundis romans. Si bé molts autors grecs del període arcaic fins al període hel·lenístic, es queixen dels «nous rics» que manegen molts diners, la terra està íntimament lligada a la idea de la riquesa. El pare de Demòstenes tenia 14 talents i com a béns només tenia una casa, però és una excepció. Quan el banquer Pasió va fer la seva fortuna, es va afanyar a comprar terres.
Finalment, una part significativa de la terra grega és pública i/o sagrada. Cada ciutat té terres i es calcula que a Atenes, en el període clàssic, aquestes terres representaven una desena part de les terres agrícoles. Eren propietats de la mateixa ciutat, d'una divisió administrativa –per exemple, a Àtica, un demo–, o un temple. S'arrendaven a particulars i la majoria solien ser molt riques.